# Fort Garry
Fort Garry, früher auch Upper Fort Garry, ursprünglich Fort Gibraltar, ist ein Stadtbezirk von Winnipeg, der Hauptstadt der kanadischen Provinz Manitoba. Fort Garry war zunächst ein Handelsposten der North West Company (NWC), 1821 verschmolzen mit der Hudson’s Bay Company (HBC), und wurde 1870 zur Hauptstadt der mit dem Manitoba Act neu gegründeten Provinz Manitoba. 1874 wurde es Teil der neuen Stadt Winnipeg. Die Bezeichnung Upper Fort Garry diente bis dahin zur Unterscheidung von Lower Fort Garry.
Die kanadische Bundesregierung, vertreten durch den für das Historic Sites and Monuments Board of Canada zuständigen Minister, stellte am 4. Juni 1924 die nationale historische Bedeutung fest und dass es sich bei den Forts um eine „National Historic Site of Canada“ handelt. Sie erklärte es zur „Forts Rouge, Garry and Gibraltar National Historic Site of Canada“.

## Geschichte

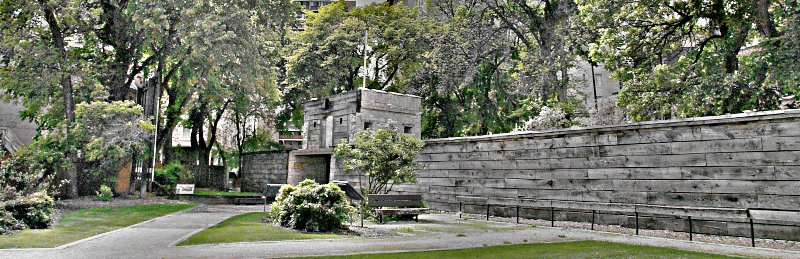
Haupteingang von Fort Garry 2007

Fort Garry wurde 1809 von der NWC als Handelsposten unter dem Namen Fort Gibraltar am Zusammenfluss des Assiniboine und des Red River (The Forks) erbaut. 1816 wurde es im Pemmikan-Krieg zerstört und 1817 wieder aufgebaut. Nach der Verschmelzung von NWC und HBC 1821 wurde es 1822 nach dem Vize-Gouverneur der HBC, Nicholas Garry, in Fort Garry umbenannt.
Fort Garry diente als Zentrum des Fellhandels im Red River District, wurde aber bereits 1826 von einer Flut zerstört. Als Ersatz wurde 1831 Lower Fort Garry in sicherer Lage 30 km flussabwärts erbaut. Das neue Fort erwies sich aber durch seine Lage für die Verwaltung der größtenteils um The Forks konzentrierten Siedlungen ungeeignet. Folglich wurde Fort Garry 1836 wiederaufgebaut, hieß zur Unterscheidung in der Folge Upper Fort Garry und war der Sitz des Rats von Assiniboia.
1869 erwarb die Canadian Dominion, der Vorläufer des heutigen Kanada, die Gebiete der HBC. Landvermesser wurden in den Red-River-District entsandt, um Landvergabe an Neusiedler vorzubereiten. Die dort hauptsächlich siedelnden Métis und auch andere Bevölkerungsgruppen waren um ihren rechtlichen Status, vor allem ihre Landrechte, besorgt, und es kam zur Red-River-Rebellion unter Louis Riel.
In deren Verlauf wurde Fort Garry im Winter 1869/1870 von Riels Rebellen besetzt und zum Sitz der Provisorischen Regierung von Manitoba unter John Bruce. Dem von der Canadian Dominion neu eingesetzten Gouverneur William McDougall wurde der Zugang verwehrt. Mit dem Manitoba-Act wurden 1870 zwar viele Forderungen der Provisorischen Regierung anerkannt, ihre Protagonisten wurden aber mit der Red-River-Expedition unter Garnet Joseph Wolseley im gleichen Jahr aus Fort Garry vertrieben und nie anerkannt.
Fort Garry wurde durch den Manitoba-Act Provinzhauptstadt und gleichzeitig Verwaltungssitz der Nordwest-Territorien, also der endlosen Gebiete der HBC, die nicht Teil von Manitoba wurden. Von den Nordwest-Territorien wurden in den folgenden Jahrzehnten die Provinzen und Territorien Alberta, Saskatchewan, Yukon und Nunavut sowie Erweiterungen von Manitoba abgespalten. Heute werden die Restgebiete der Nordwest-Territorien von Yellowknife verwaltet.
1874 wurde Fort Garry mit den umliegenden Siedlungen offiziell eine Stadt, und diese hieß fortan Winnipeg. Das eigentliche Fort wurde in den 1880ern weitestgehend zerstört, um dem neuen Zentrum von Winnipeg Platz zu schaffen. Heute existiert nur noch das einstige Eingangstor gegenüber der Winnipeg Union Station.